# Encheloclarias prolatus
Encheloclarias prolatus är en fiskart som beskrevs av Ng och Lim, 1993. Encheloclarias prolatus ingår i släktet Encheloclarias och familjen Clariidae. IUCN kategoriserar arten globalt som sårbar. Inga underarter finns listade i Catalogue of Life.